# Закон о трастовом соглашении
Закон о трастовом соглашении, 1939 (США) (англ. Trust Indenture Act 1939) — закон, принятый Конгрессом США в дополнение к Закону о ценных бумагах 1933 года и Закону о торговле ценными бумагами 1934 года, касающийся торговли долговыми ценными бумагами.
Согласно положениям закона такие ценные бумаги регистрировались Комиссией по торговле ценными бумагами США, но их продажа становилась возможна, только если компания выпустившая бумаги давала их текущему владельцу своё согласие на совершение сделки. Согласие на осуществление сделки должно было соответствовать требованиям, изложенным в данном законе.